# 二氯化四乙酸二锝
二氯化四乙酸二锝是一种无机化合物，化学式为Tc2(OAc)4Cl2，其中OAc−为乙酸根它可由高锝酸钾和盐酸、乙酸在氢气气氛中反应得到，或由[(C4H9)4N]2[Tc2Cl8]和过量乙酸反应制得。它与Re2(OAc)4Cl2同构。它和卤化氢气体加热反应，可以得到相应的三卤化锝（TcX3，X=Cl, Br, I）。

## 相关化合物
- Tc2(OAc)4Br2，CAS号142144-91-0，橙红色晶体。[5]